# Gave de Lourdios
Le gave de Lourdios est un cours d'eau qui traverse le département des Pyrénées-Atlantiques. Ce gave se nomme gave d'Issaux en amont de Lourdios.

## Géographie
Il prend sa source sur la commune d'Osse-en-Aspe (Pyrénées-Atlantiques) et se jette dans le gave d'Aspe à Asasp-Arros

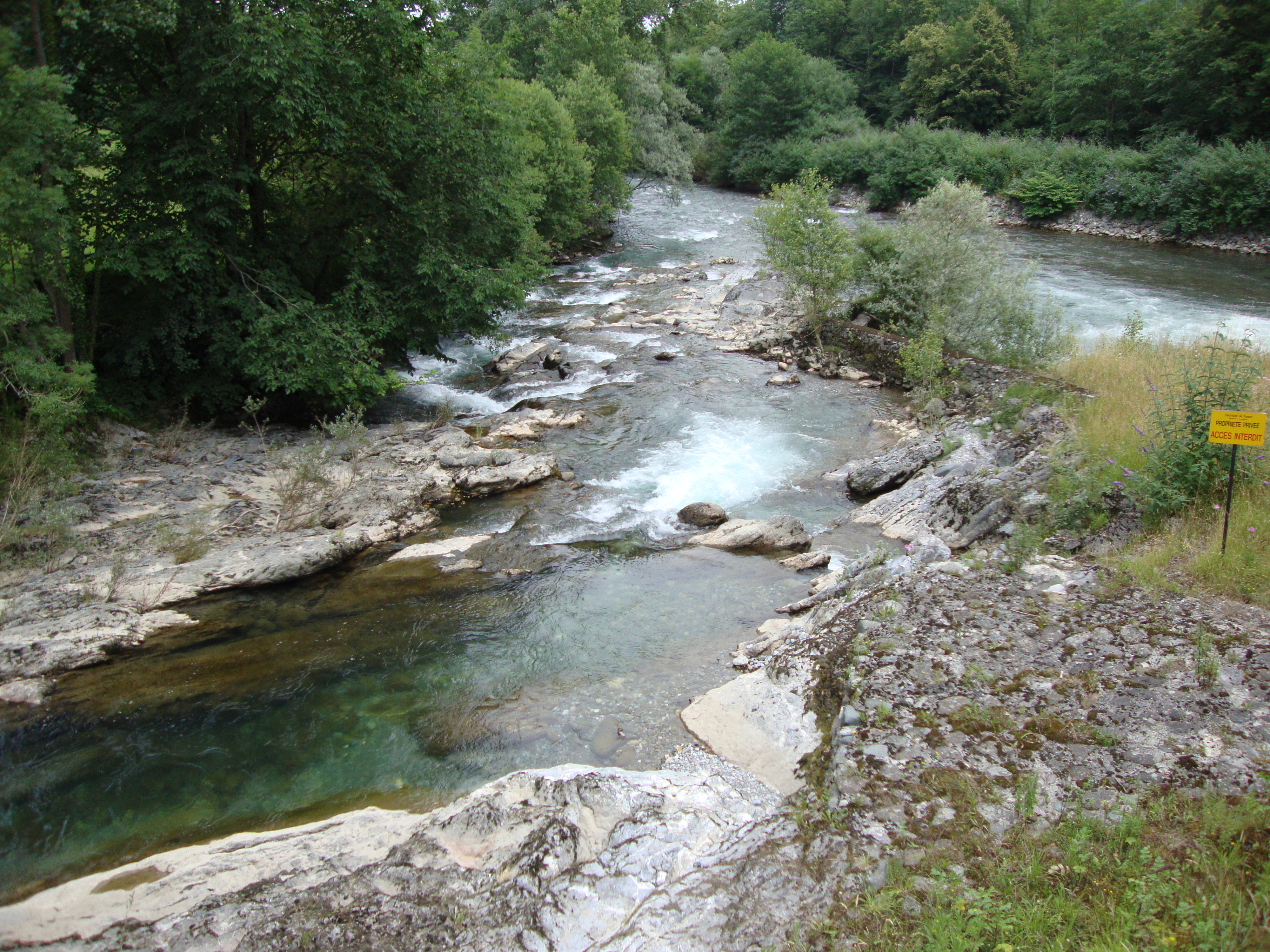
Confluence du gave de Lourdios et du gave d'Aspe au sud d'Asasp.

## Hydronymie
L'hydronyme Lourdios apparaît sous les formes
l'aygue aperade Lurdios (1538, réformation de Béarn),
l'Ordios (1702, dénombrement d'Issor) et
l'Ourdios (1863, Dictionnaire topographique Béarn-Pays basque).

## Panorama à Lourdios-Ichère

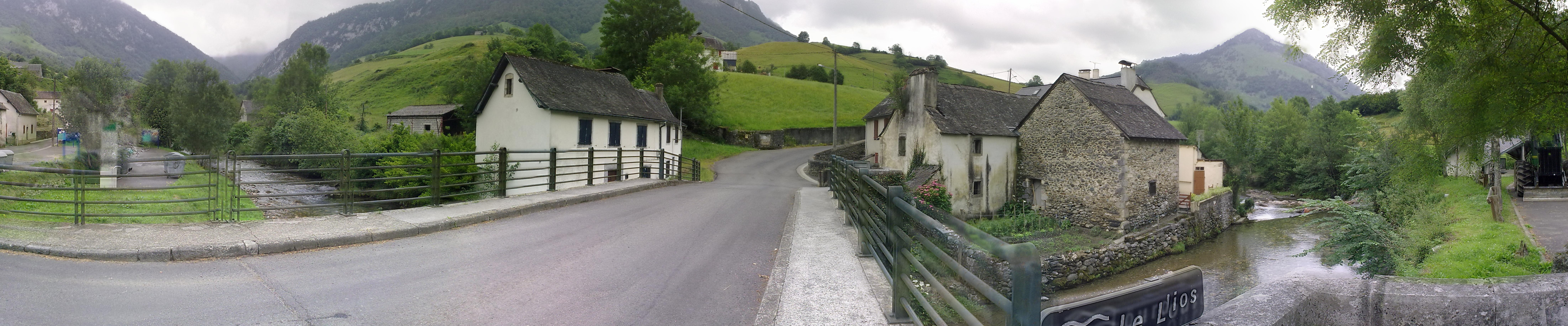
Panorama du Lourdios à Lourdios-Ichère.

## Affluents
- ruisseau l'Aidy ;
- arriou de la Sèque ;
- arriou Dichère ;
- ruisseau Arric ;
- arrec de Laünde ;
- arrec Bigurne ;
- ruisseau de Moulia.

## Département et communes traversés
Pyrénées-Atlantiques :
- Arette ;
- Asasp-Arros ;
- Issor ;
- Lourdios-Ichère ;
- Osse-en-Aspe.